# 铁北县
铁北县，中国旧县名。
太岳抗日根据地设。1939年由平遥县析置，治所在任庄（今山西平遥县城关镇北）。1948年撤销，仍并入平遥县。